# Parafia Świętych Piotra i Pawła w Luksemburgu
Parafia Świętych Apostołów Piotra i Pawła – parafia prawosławna w Luksemburgu, w eparchii brytyjskiej i zachodnioeuropejskiej Rosyjskiego Kościoła Prawosławnego poza granicami Rosji.
Parafia została założona w 1928 przez rosyjskich białych emigrantów. Obecną cerkiew parafialną zbudowano w latach 1979–1982. Proboszczem parafii jest  ks. Georges Machtalère.